# Erebia melara
Erebia melara är en fjärilsart som beskrevs av Ruggero Verity 1925. Erebia melara ingår i släktet Erebia och familjen praktfjärilar. Inga underarter finns listade i Catalogue of Life.